# NGC 944
NGC 944 = IC 228 ist eine linsenförmige Galaxie mit ausgedehnten Sternentstehungsgebieten vom Hubble-Typ S0/a im Sternbild Cetus südlich des Himmelsäquators. Sie ist schätzungsweise 167 Millionen Lichtjahre von der Milchstraße entfernt und hat einen Durchmesser von etwa 55.000 Lichtjahren.
Das Objekt wurde am 1. Januar 1886 vom US-amerikanischen Astronomen Francis Leavenworth entdeckt.